# Abrus schimperi
Abrus schimperi är en ärtväxtart som beskrevs av John Gilbert Baker. Abrus schimperi ingår i Paternosterbönssläktet, och familjen ärtväxter.
Arten förekommer i Afrika från Etiopien till Zimbabwe. Den växer i kulliga områden och i bergstrakter mellan 550 och 1700 meter över havet. Abrus schimperi hittas i savanner och buskskogar, bland annat vid klippiga strandlinjer.
För beståndet är inga hot kända. Hela populationen anses vara stabil. IUCN listar arten som livskraftig (LC).

## Underarter
Arten delas in i följande underarter:
- A. s. africanus
- A. s. oblongus
- A. s. schimperi